# Anaxagorea inundata
Anaxagorea inundata là loài thực vật có hoa thuộc họ Na. Loài này được P.E.Berry & R.B.Mill. mô tả khoa học đầu tiên năm 1999.